# Giant Bomb
Giant Bomb é um site de jogos eletrônicos e um wiki americano que inclui notícias sobre o setor, avaliações, comentários e vídeos. Foi criado pelos antigos editores da GameSpot, Jeff Gerstmann e Ryan Davis, em colaboração com a Whiskey Media. O site foi eleito pela revista Time como um dos 50 melhores websites de 2011. Ele foi de propriedade da CBS Interactive, que comprou a Giant Bomb em março de 2012. Desde 2020, é de propriedade da Red Ventures.
Depois de ter sido jogado em forma controversa de seu cargo de editor da GameSpot, Gerstmann começou a trabalhar com uma equipe de cinco web designers para criar um novo site de jogos. Sua intenção era criar um "site de jogos eletrônicos que fosse divertido". O núcleo da equipe editorial inclui os ex-editores da GameSpot, Gerstmann, Alex Navarro, Brad Shoemaker e Vinny Caravella, além de Patrick Keplek, que fazia parte do canal de televisão G4, Drew Scanlon, Dan Ryckert, Jason Oestreicher e Ryan Davis até sua morte em 2013. A Giant Bomb foi lançado em 6 de março de 2008 como um blog; todo o site foi tornado público em 21 de julho de 2008. Inicialmente, escritórios da Giant Bomb eram localizados em Sausalito, Califórnia, mas a partir de 26 de junho de 2010 foi transferido para San Francisco.
O conteúdo da Giant Bomb é dividido entre sua pequena equipe que fornece artigos escritos e vídeos como jornalistas e comunidade que se expande sobre eles expandindo e interagindo com ferramentas e funções socialmente progressistas, principalmente com dados de base de wiki de jogos eletrônicos aberto para que qualquer usuário registrado possa editar e criar conteúdo.[carece de fontes?] A equipe da Giant Bomb faz vídeos de notícias sobre jogos e escreve comentários sobre novos lançamentos. Seu podcast semanal, o Giant Bombcast, é publicada às terças-feiras e cobre notícias e lançamentos recentes na indústria dos jogos, apenas como histórias de escritório. A Giant Bomb produz uma série de vídeos regulares, incluindo Quick Looks, de 20-60 minutos de duração, sem edição, deles jogando jogos lançados recentemente.